# Pniówek (Lublin)
Pour les articles homonymes, voir Pniówek.
Pniówek (prononciation [ˈpɲuvɛk]) est un village de la gmina de Zamość, du powiat de Zamość, dans la voïvodie de Lublin, situé dans l'est de la Pologne.
Il se situe à environ 6 kilomètres au sud-est de Zamość (siège de la gmina et du powiat) et 82 kilomètres au sud-est de Lublin (capitale de la voïvodie).

## Administration
De 1975 à 1998, le village est attaché administrativement à l'ancienne voïvodie de Zamość.

Depuis 1999, il fait partie de la nouvelle voïvodie de Lublin.